# Tim Lounibos
Tim Lounibos (* 31. Dezember 1979 in Petaluma, Kalifornien) ist ein US-amerikanischer Schauspieler koreanisch-irisch-deutscher Abstammung.

## Leben und Karriere
Tim Lounibos stammt aus Petaluma in Kalifornien und besuchte nach der Schule die University of California, Berkeley, die er mit einem Abschluss in Darstellende Kunst verließ. 1991 war er das erste Mal als Schauspieler zu sehen, als er ein einer Episode von Reich und Schön auftrat. Es folgten zahlreiche weitere Auftritte in Fernsehserien, darunter California Clan, Raumschiff Enterprise – Das nächste Jahrhundert, An American Giri, Beverly Hills, 90210, Susan, Die Nanny, Profiler, JAG – Im Auftrag der Ehre, Polizeibericht Los Angeles, The West Wing – Im Zentrum der Macht oder Crossing Jordan – Pathologin mit Profil im Jahr 2007, bevor er sich zunächst aus der Schauspielerei zurückzog.
Nach sporadischen Auftritten kehrte Lounibos erst 2016 wieder regelmäßiger vor der Kamera auf und war etwa in Doubt und Criminal Minds zu sehen. Zu seinen Filmauftritten gehören Tödliche Geschwindigkeit, Steel Sharks – Überleben ist ihr Ziel und The Sensei. Neben seinen Schauspielrollen war er auch häufig in Werbespots zu sehen, etwa für McDonald’s, Carlsberg, Toyota oder für The Home Depot.
Er tritt auch unter dem Namen Tim Loughlin in Erscheinung.

## Filmografie (Auswahl)
- 1991: Reich und Schön (The Bold and the Beautiful, Fernsehserie, eine Episode)
- 1993: California Clan (Fernsehserie, eine Episode)
- 1994: Let’s Talk About Sex
- 1994: Raumschiff Enterprise – Das nächste Jahrhundert (Star Trek: The Next Generation, Fernsehserie, Episode 7x18)
- 1994: Tödliche Geschwindigkeit (Terminal Velocity)
- 1994: An American Girl (Fernsehserie, Episode 1x01)
- 1994: Fist of Legend (Synchronstimme)
- 1994–1995: Beverly Hills, 90210 (Fernsehserie, 3 Episoden)
- 1995: Profiles
- 1995: Cops n Roberts
- 1996: The Prince
- 1996, 1999, 2002: JAG – Im Auftrag der Ehre (JAG, Fernsehserie, 3 Episoden)
- 1997: The Real Adventures of Jonny Quest (Fernsehserie, 2 Episoden, Stimme)
- 1997: Steel Sharks – Überleben ist ihr Ziel (Steel Sharks)
- 1998: Susan (Fernsehserie, Episode 2x16)
- 1998: Schatten der Leidenschaft (The Young and the Restless, Fernsehserie, eine Episode)
- 1998: Die Nanny (The Nanny, Fernsehserie, Episode 6x08)
- 1998: City Guys (Fernsehserie, Episode 2x13)
- 1999: Life Tastes Good
- 1999: Ein Hauch von Himmel (Touched by an Angel, Fernsehserie, Episode 5x26)
- 1999: Pretender (Fernsehserie, Episode 4x01)
- 1999: Saved by the Bell: The New Class (Fernsehserie, 3 Episoden)
- 2000: Profiler (Fernsehserie, Episode 4x09)
- 2000: Becker (Fernsehserie, Episode 2x22)
- 2000: Titus (Fernsehserie, Episode 2x04)
- 2000: Practice – Die Anwälte (The Practice, Fernsehserie, 2 Episoden)
- 2000–2006: Passions (Fernsehserie, 8 Episoden)
- 2001: Max Steel (Fernsehserie, 2 Episoden, Stimme)
- 2001: Jackie Chan Adventures (Fernsehserie, Episode 2x16, Stimme)
- 2002: Contagion
- 2002: MD's (Fernsehserie, Episode 1x03)
- 2002: General Hospital (Fernsehserie, 3 Episoden)
- 2003: Polizeibericht Los Angeles (Dragnet, Fernsehserie, Episode 1x01)
- 2004: Uh Oh!
- 2004: The West Wing – Im Zentrum der Macht (The West Wing, Fernsehserie, 3 Episoden)
- 2005: Line of Fire (Fernsehserie, Episode 1x10)
- 2006: Shark (Fernsehserie, Episode 1x06)
- 2007: Crossing Jordan – Pathologin mit Profil (Crossing Jordan, Fernsehserie, Episode 6x11)
- 2008: The Sensei
- 2009: Wig (Kurzfilm)
- 2012: Dogtor (Mini-Serie, eine Episode)
- 2016: It's Asian Men! (Kurzfilm, Stimme)
- 2016: The Real O’Neals (Fernsehserie, Episode 2x07)
- 2017: Doubt (Fernsehserie, Episode 1x11)
- 2017: Criminal Minds (Fernsehserie, Episode 13x07)
- 2018: Mr. Griffin – Kein Bock auf Schule (A.P. Bio, Fernsehserie, Episode 1x03)
- 2019: Navy CIS (NCIS, Fernsehserie, Episode 16x13)
- 2019: Hawaii Five-0 (Fernsehserie, Episode 9x18)
- 2019: Bosch (Fernsehserie, 5 Episoden)
- 2020: Navy CIS: L.A. (NCIS: Los Angeles, Fernsehserie, Episode 12x02)